# Estação meteorológica automática

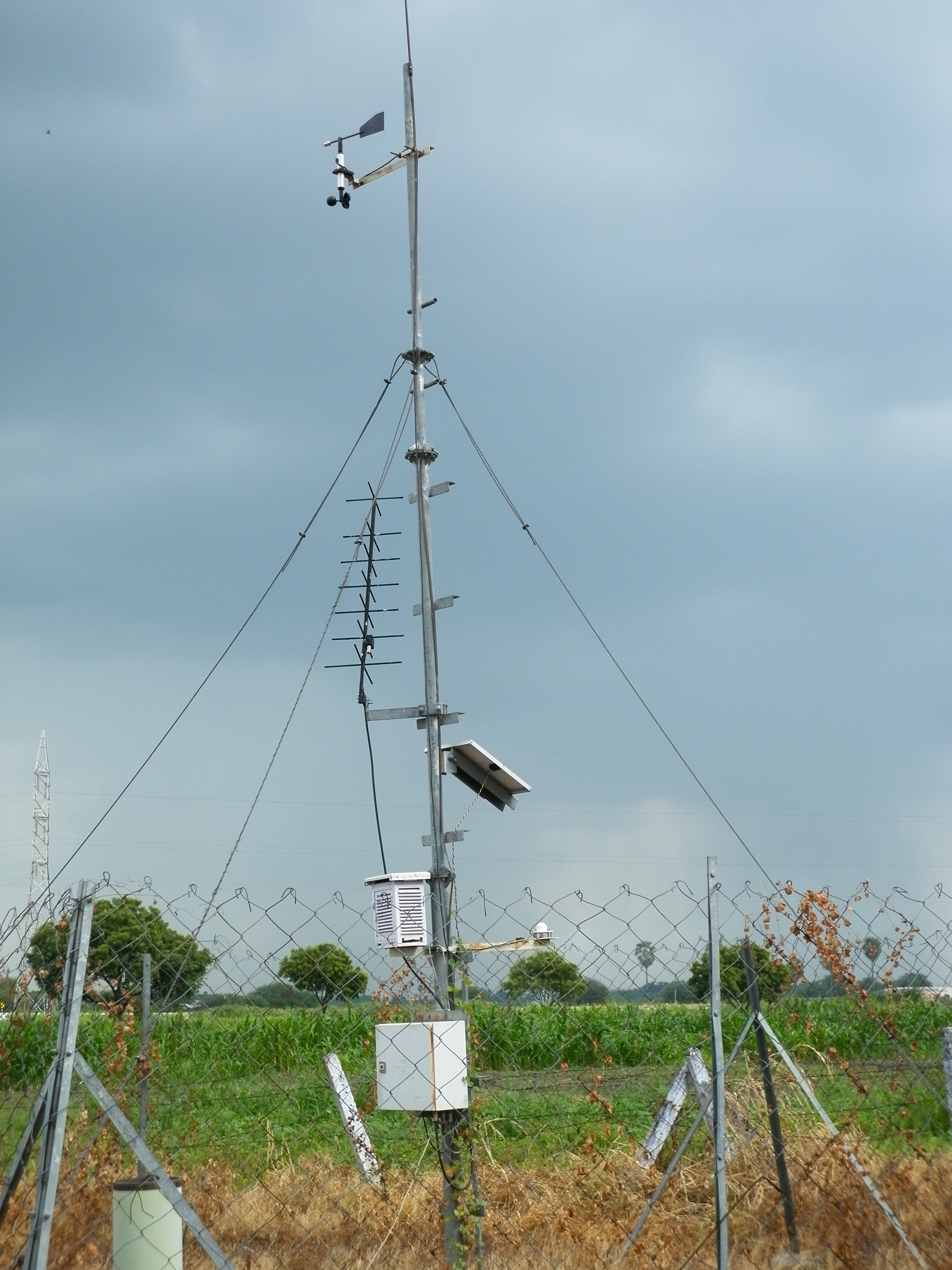
Estação meteorológica automática.

Uma estação meteorológica automática é uma estação meteorológica, localizada num local fixo ou móvel, dotada de sensores que reportam em momentos predefinidos uma série de dados meteorológicos sem intervenção humana. Estas estações foram desenvolvidas para serem utilizadas em locais de difícil acesso (por exemplo, boias meteorológicas em mar alto ou localizadas em áreas remotas), mas estão a substituir cada vez mais as estações que exigem a presença de técnicos, devido ao seu custo mais baixo de operação.
Desenvolvidas em geral para os serviços meteorológicos nacionais, as estações meteorológicas automáticas passam a ser utilizados também para a investigação meteorológica, para vários utilizadores especializados, como a meteorologia agrícola e a monitorização rodoviária, até por meteorologistas amadores.
Uma estação automática tem uma série de instrumentos ligados a um processador central que de forma pré-programado efetua os registos. Este último pode armazenar os dados ou transmiti-los por cabo ou ondas de rádio para um ou mais locais de funcionamento mais ou menos distantes.. O gravador e o processador estão guardados numa caixa impermeável. A estação é alimentada por uma bateria recarregável que está ligada a uma linha de energia, painel solar ou turbina eólica. O número de sensores varia conforme necessário. Uma estação automática tem pelo menos os seguintes equipamentos:
- um termómetro eletrónico para a temperatura do ar;
- uma célula de orvalho ou um higrómetro para medir a humidade;
- um anemómetro e um cata-vento  meteorológico para a medição e direção do vento;
- um medidor/pluviómetro para medir a quantidade de precipitação;
- um barómetro para medição da pressão atmosférica.

Algumas das eventuais adições podem ser:
- Cielógrafo para medir altura das nuvens
- Sensor de visibilidade